# Маршалл (Аляска)
Маршалл (англ. Marshall) — місто (англ. city) в США, в окрузі Кусілвак штату Аляска. Населення — 655 осіб (2020).

## Географія
Маршалл розташований за координатами 61°52′52″ пн. ш. 162°3′39″ зх. д. / 61.88111° пн. ш. 162.06083° зх. д. (61.881129, -162.060842).  За даними Бюро перепису населення США в 2010 році місто мало площу 11,88 км², з яких 11,87 км² — суходіл та 0,01 км² — водойми. В 2017 році площа становила 10,53 км², з яких 10,52 км² — суходіл та 0,01 км² — водойми.

## Демографія
Згідно з переписом 2010 року, у місті мешкало 414 осіб у 100 домогосподарствах у складі 82 родин. Густота населення становила 35 осіб/км².  Було 108 помешкань (9/км²).
Расовий склад населення:
| - 94,7 % — корінних американців - 2,7 % — білих - 0,2 % — азіатів |

До двох чи більше рас належало 2,4 %. Частка іспаномовних становила 0,2 % від усіх жителів.
За віковим діапазоном населення розподілялося таким чином: 44,7 % — особи молодші 18 років, 51,2 % — особи у віці 18—64 років, 4,1 % — особи у віці 65 років та старші. Медіана віку мешканця становила 21,3 року. На 100 осіб жіночої статі у місті припадало 111,2 чоловіків;  на 100 жінок у віці від 18 років та старших — 99,1 чоловіків також старших 18 років.
Середній дохід на одне домашнє господарство  становив 51 543 долари США (медіана — 36 875), а середній дохід на одну сім'ю — 51 526 доларів (медіана — 37 143). Медіана доходів становила 33 750 доларів для чоловіків та 35 833 долари для жінок. За межею бідності перебувало 20,3 % осіб, у тому числі 26,1 % дітей у віці до 18 років та 12,5 % осіб у віці 65 років та старших.
Цивільне працевлаштоване населення становило 99 осіб. Основні галузі зайнятості: освіта, охорона здоров'я та соціальна допомога — 32,3 %, публічна адміністрація — 21,2 %, роздрібна торгівля — 10,1 %, мистецтво, розваги та відпочинок — 7,1 %.